# Stanarica
Stanarice su ptice koje, za razliku od selica, ne poduzimaju redovne sezonske selidbe, nego cijelu godinu provode na istom području. U tu skupinu spadaju, na primjer, mnoge sjenice, zebe, drozdovi i više vrsta iz reda golupčarki. U suvremenoj ornitologiji koristi se izraz godišnja ptica. Pojam se ne odnosi na određenu vrstu, nego na populaciju. Ovisno o zemljopisnoj širini odnosno nadmorskoj visini gnjezdišta, gotovo sve stanarice sezonski mijenjaju stanište, no to su bliske udaljenosti.
Pri tome se pokazuje, da se ponašanje mnogih vrsta ptica u tom smislu promijenilo tijekom zadnjih stoljeća Tako su sve do 19. stoljeća kosovi bili prave selice, da bi danas, bar u srednjoj Europi, postali prave stanarice. Suprotno tome, djetlovke i sovovke (s rijetkim izuzetkom sove močvarice) su tradicionalne stanarice.